# Trípode (mueble)

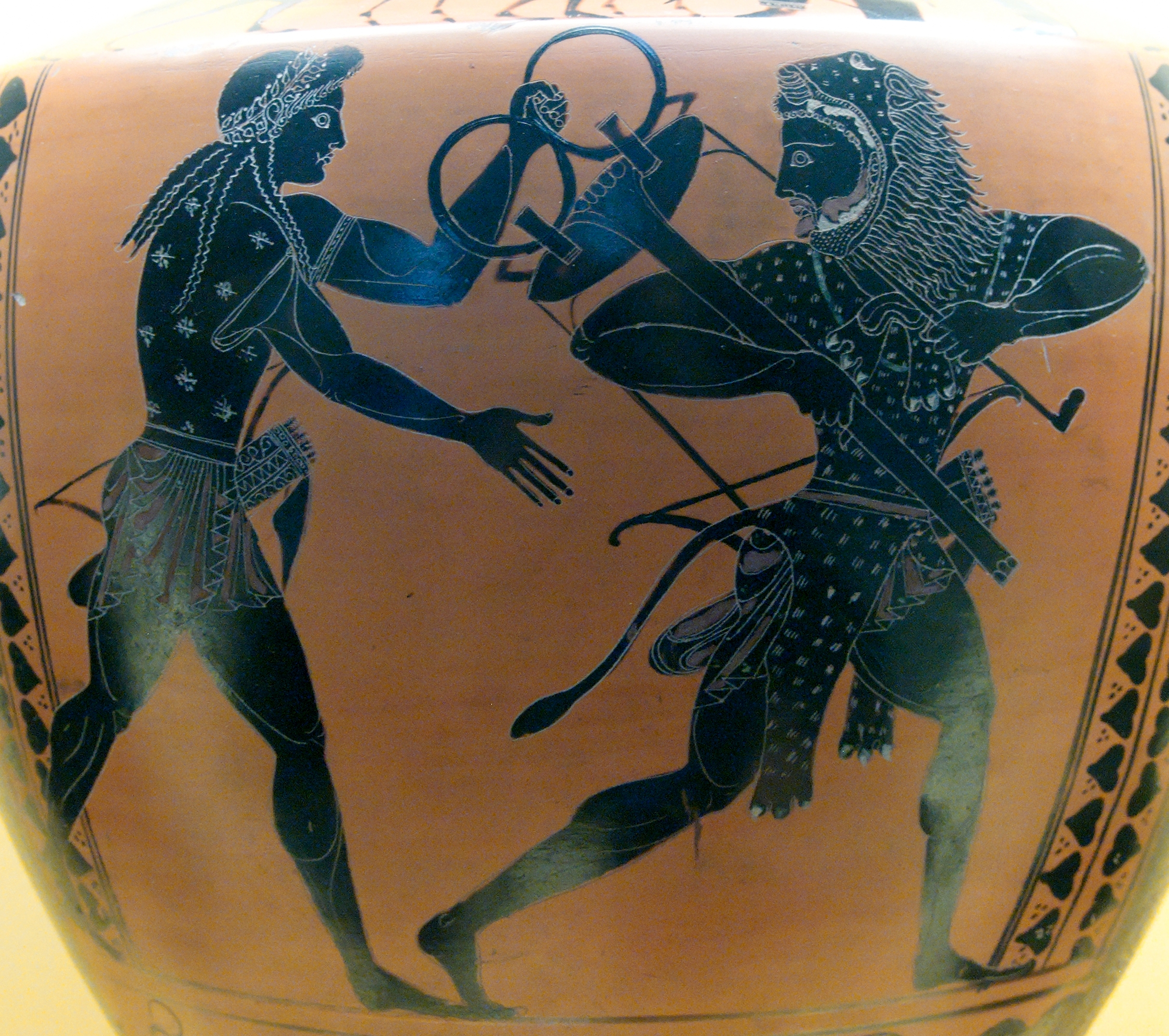
Hidria ática de figuras negras (ca. 520 a. C.): Apolo y Heracles luchando por el trípode délfico]. Pintor de Madrid. Museo Arqueológico Nacional (España).

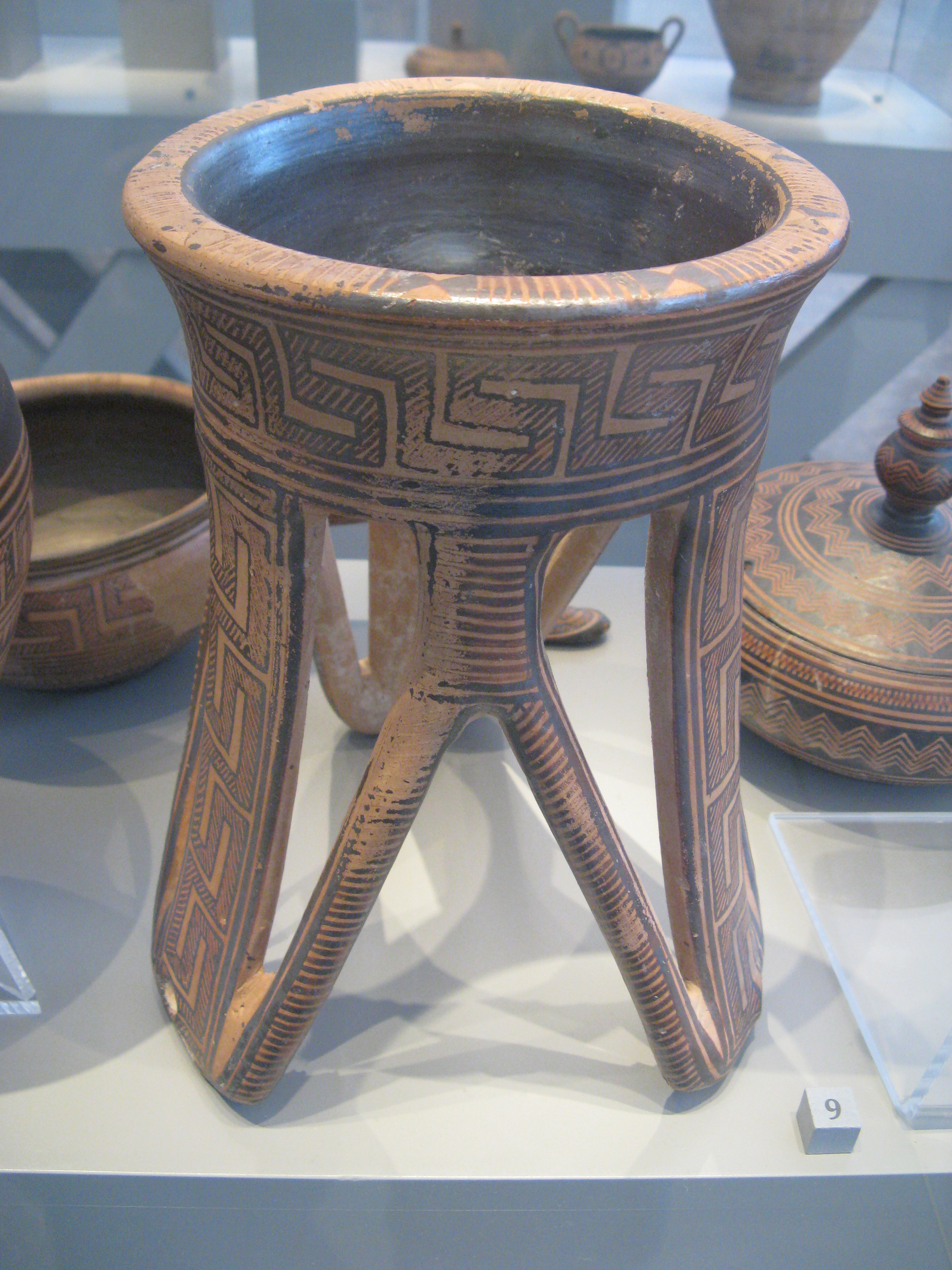
Trípode de cerámica protoática, c. 850 a. C.

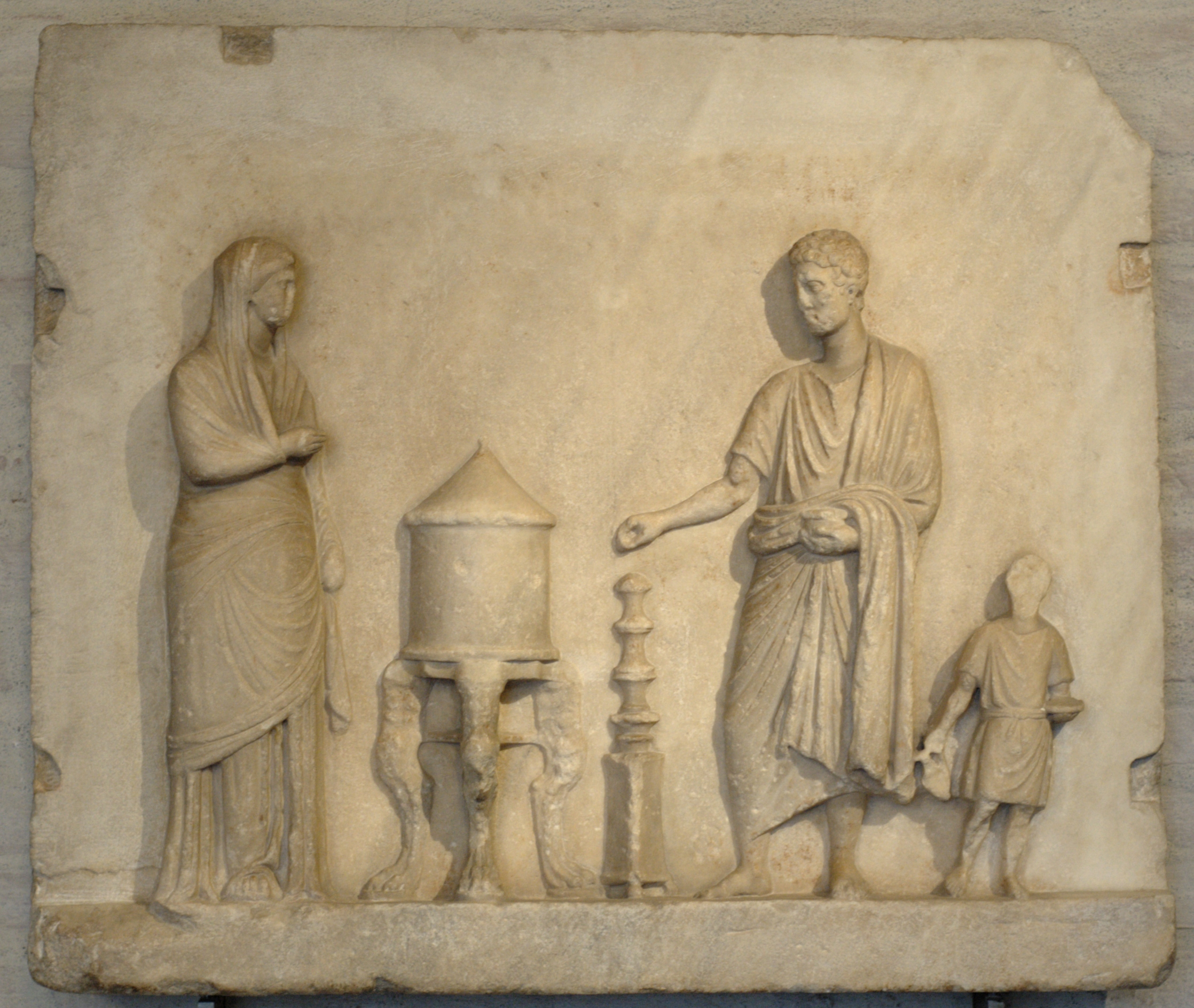
Relieve romano en el que se ve un incensario sobre un trípode.

Un trípode (en griego antiguo: τρίπους, romanizado: tripous, en latín: tripus – ‘trípode’) es un soporte o recipiente antiguo con tres patas.
El trípode,existió en casi todas las épocas y culturas. En la Antigua Grecia los trípodes (principalmente de metal, con menos frecuencia de cerámica o piedra) se usaban con mayor frecuencia como pedestal para un caldero u otros recipientes. El trípode, un recipiente semiesférico (a menudo con tres anillos en los bordes superiores para su fijación y una tapa) sobre tres patas, servía como recipiente para cocinar. Formaba parte del equipo básico de los habitantes errantes o de los soldados. Los trípodes, muchos de los cuales (especialmente en la época clásica) se distinguían por su exquisita manufactura y rica decoración, servían como símbolos de victoria sobre el enemigo, premios por victorias en competiciones (incluidas las atléticas, o como ofrendas votivas a deidades.
En 1952, el erudito británico Michael Ventris descifró el texto de escritura lineal B en una tablilla de barro (con forma de hoja y encontrada en tres piezas) descubierta en la sala de archivos del palacio micénico del yacimiento arqueológico de Epano Englianos en Mesenia y demostró que los antiguos micénicos hablaban griego. Por ejemplo, en el texto, al combinar los tres caracteres ti - ri - po, obtuvo el equivalente silábico de la palabra griega tripous (trípode). El texto también menciona recipientes, como una bandeja para hornear (escara, e-ka-ra), un recipiente ritual fíala (pi-je-ra). Publicó estos hallazgos en 1953] con su colaborador John Chadwick en un famoso artículo que cambió por completo la imagen anterior de la Edad del Bronce del Egeo.
En las epopeyas de Homero, el tripous es un producto muy preciado. Por ejemplo, en el noveno libro de la Ilíada, los aqueos desean apaciguar a Aquiles con regalos, entre ellos siete trípodes nuevos (sin tocar por el fuego), o en el decimotercer libro de la Odisea, Odiseo lo recibe como un preciado obsequio de los feacios.
Una impresionante ofrenda votiva colectiva fue el trípode de oro, dedicado a Delfos por los Estados griegos para conmemorar su victoria sobre los persas tras la batalla de Platea (479 a. C.). Este trípode estaba decorado con serpientes de bronce entrelazadas en sus patas, y su base tenía grabados los nombres de las treinta y una ciudades-Estado griegas que lucharon contra los aqueménidas. Según el historiador Tucídides, originalmente contenía un pareado elegíaco con el siguiente texto: «Pausanias, rey, que comandaba el ejército de los helenos, erigió un monumento a Febo, aplastando las filas de los persas». Este pareado fue compuesto por el poeta Simónides de Ceos.
En el oráculo de Delfos, la sacerdotisa Pitia se sentaba en un trípode dorado y, en un estado místico de éxtasis (probablemente bajo la influencia de vapores embriagadores), emitía sonidos indistintos que fueron grabados por dos sacerdotes y luego procesados en respuestas difíciles de entender. El historiador Diodoro Sículo escribe sobre el trípode en el oráculo de Delfos: «...pero después de que muchos cayeran en la fisura bajo la influencia de la locura y desaparecieran, los habitantes de la región idearon eliminar este peligro colocando allí a una mujer como adivina para quienes pidieran profecías. Para que ella también no cayera en la fisura, le fabricaron un trípode, al que la sujetaron. Tenía tres patas, de ahí su nombre, y me atrevo a decir que todos los trípodes de bronce que existen hasta el día de hoy son imitaciones de ellos...». Según Pausanias, al cumplirse el vigésimo año de la Guerras mesenias, la Pitia anunció el resultado: «El dios concederá la tierra mesenia y la gloria militar a quienes primero coloquen una ofrenda sacrificial alrededor del altar del templo itomiano, trípodes, diez veces diez, en esta cantidad, en honor a Zeus. Así lo ha decidido Zeus. Las artimañas engañosas te traerán ventaja, pero el castigo vendrá después, pues es imposible engañar a un dios. Haz lo que el destino dicta: hoy a uno, mañana a otro». La Pitia anunció la victoria a los espartanos solo si recurrían a algún truco, advirtiendo al otro bando de las artimañas espartanas. Al final, los espartanos ganaron esta guerra, llevando trípodes de cerámica al templo mesenio del dios Dia en el monte Itome, mientras que los mesenios dedicaron solo trípodes de madera de inferior calidad a su dios.
Las calles más anchas (12 m) de la antigua Atenas eran la Vía Panatenaica y la Vía del Trípode. La Vía del Trípode (que conduce desde el centro de la ciudad hasta las puertas) recibió su nombre de los trípodes de bronce que se entregaban a las tribus de los coregos (asociaciones tribales militares y de culto) como premio en las competiciones corales poéticas (ditirámbicas) en las Dionisias (competiciones dramáticas teatrales). Los ditirambos eran interpretados por un coro de 50 miembros sin máscara, que bailaban y cantaban en la orchestra del teatro (a expensas de un corego adinerado designado por la tribu). El corego victorioso (chorego) dedicaba entonces el trípode a los dioses. También se construían trípodes en los tejados de pequeños templos. Como aumentaban rápidamente (cada año se otorgaban dos premios: uno para la victoria de los chicos y otro para la de los hombres), se creó una calle entera a partir de ellos.

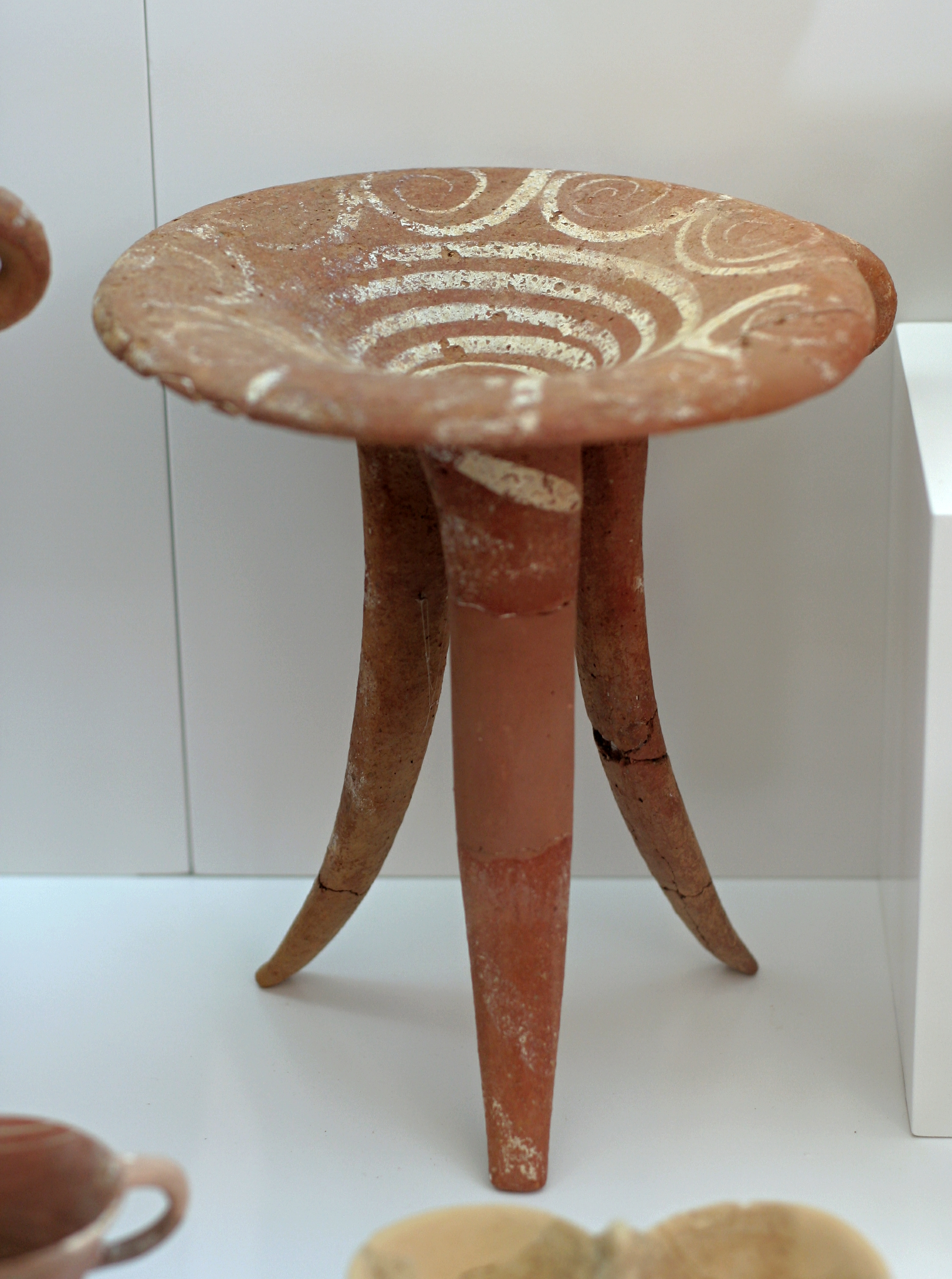
Trípode minoico de terracota, 1800-1700 a. C.
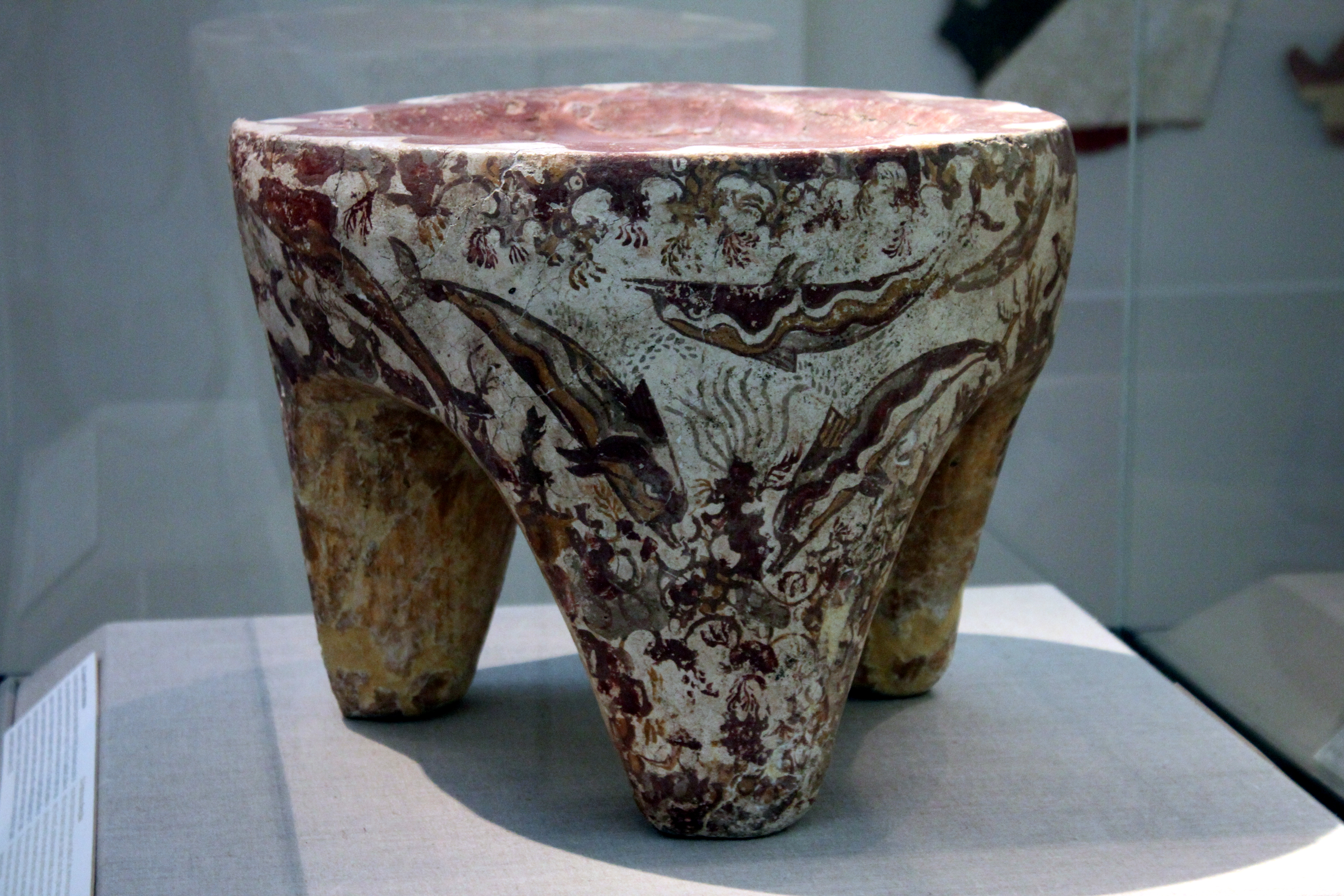
Altar de piedra (trípode) de Acrotiri, siglo XVII a. C.
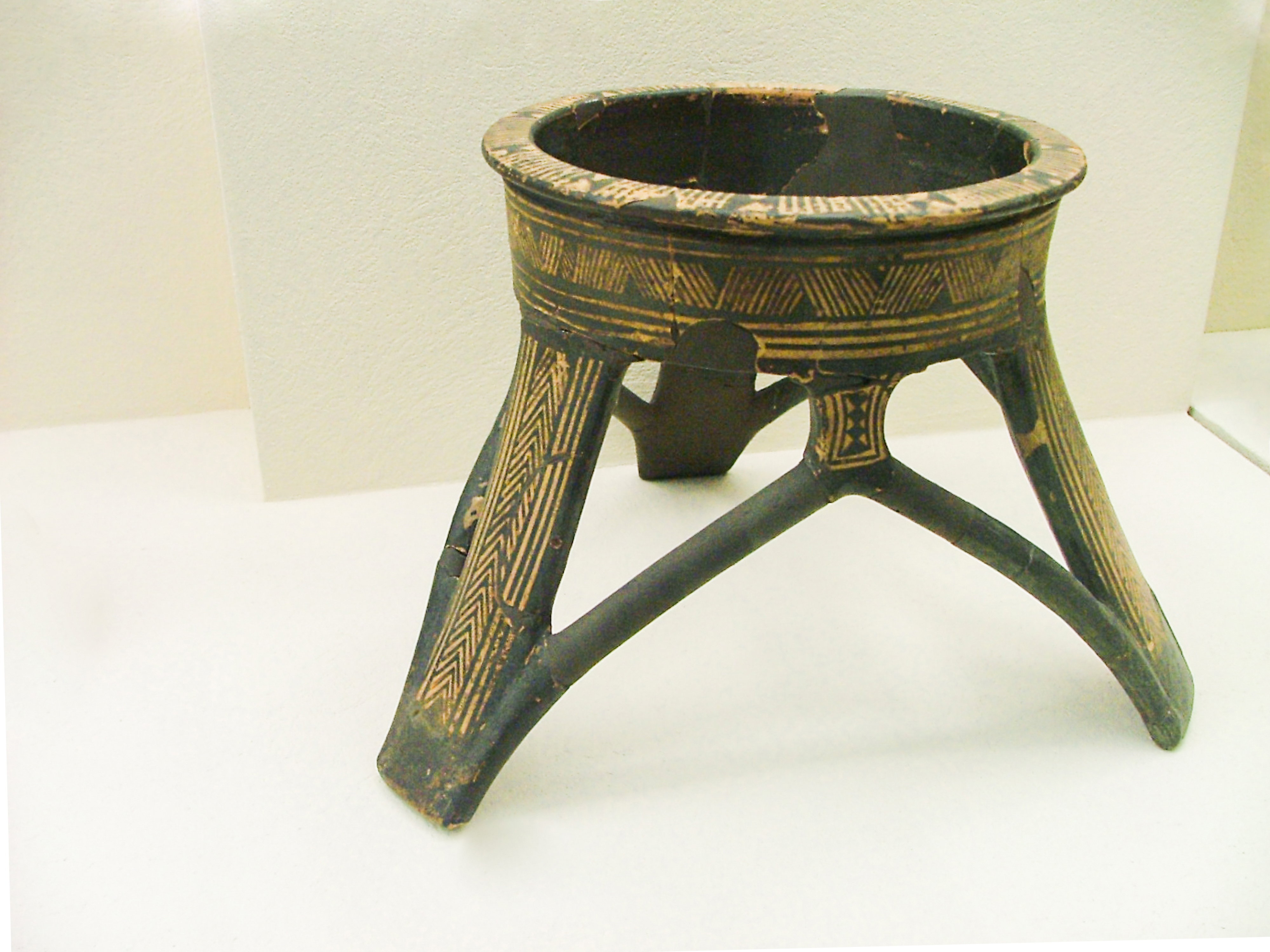
Trípode griego del período geométrico, c. 950-900 a. C., Museo Arqueológico del Cerámico, Atenas.
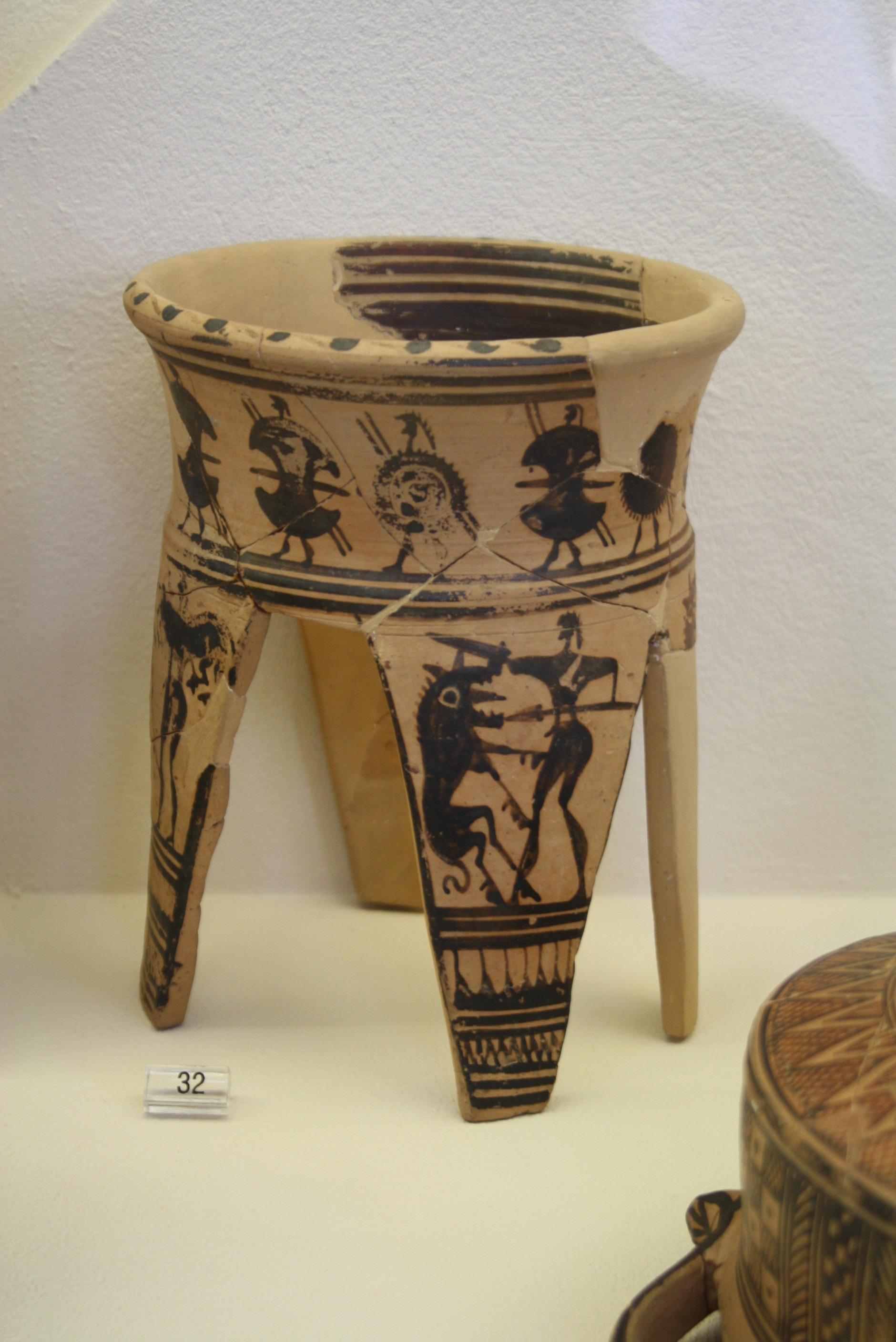
Trípode cerámico del siglo VIII a. C., Museo Arqueológico del Cerámico, Atenas.
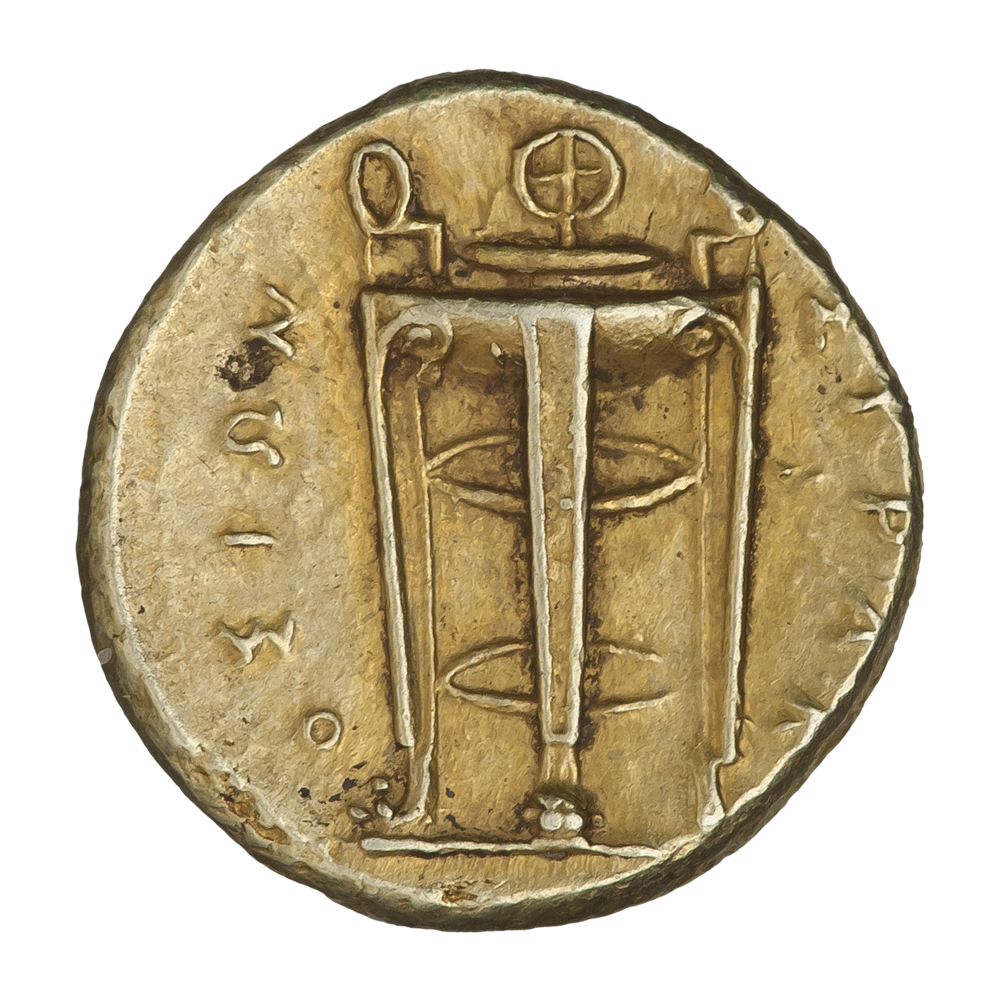
Moneda siracusana del tirano Agatocles (317 - 289 a. C.) realizada en electro (mezcla de oro y plata), que representa un trípode, 310 - 300 a. C.
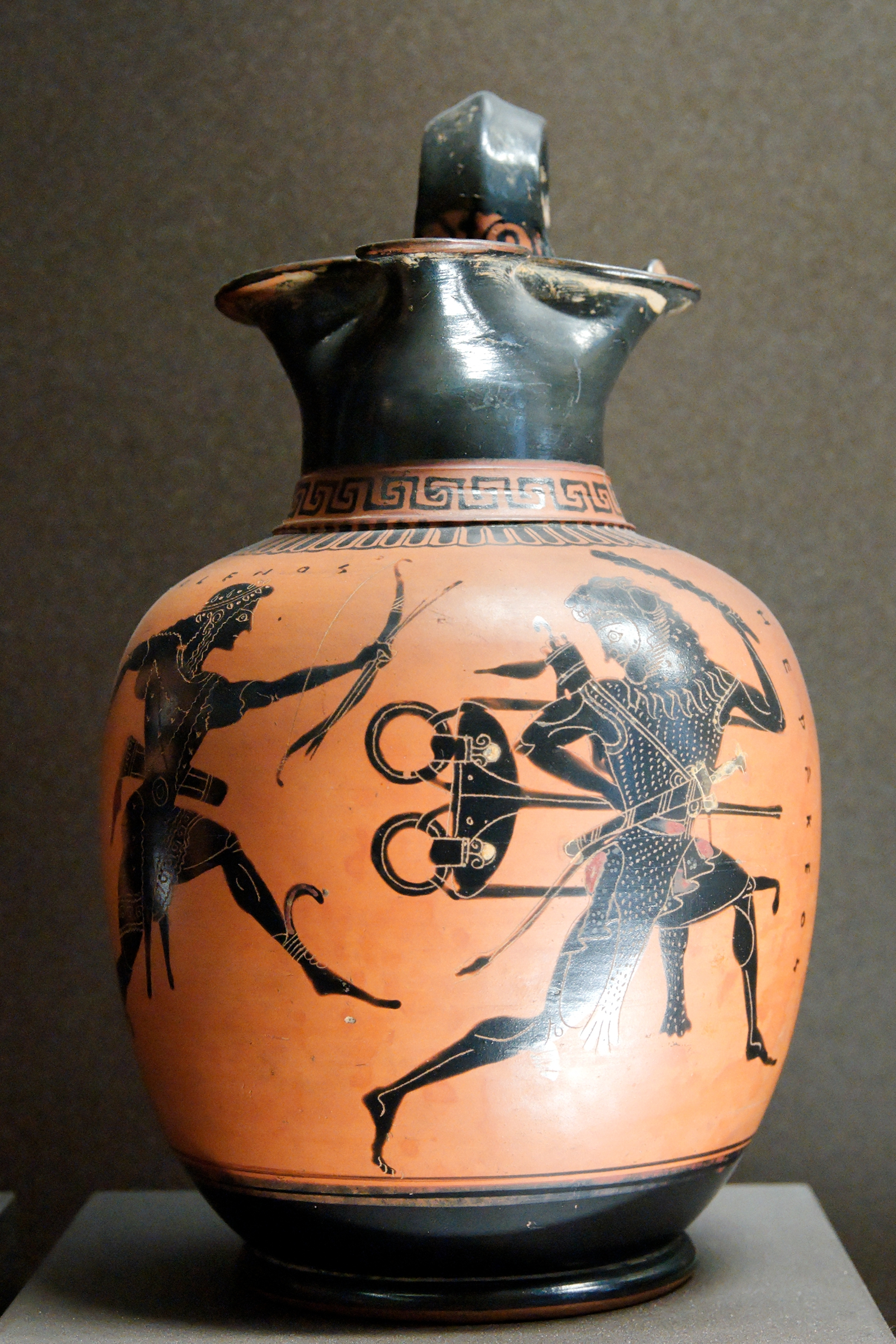
La disputa entre Heracles y Apolo sobre el tripus délfico, enócoe ático de figuras negras, c. 520 a. C.
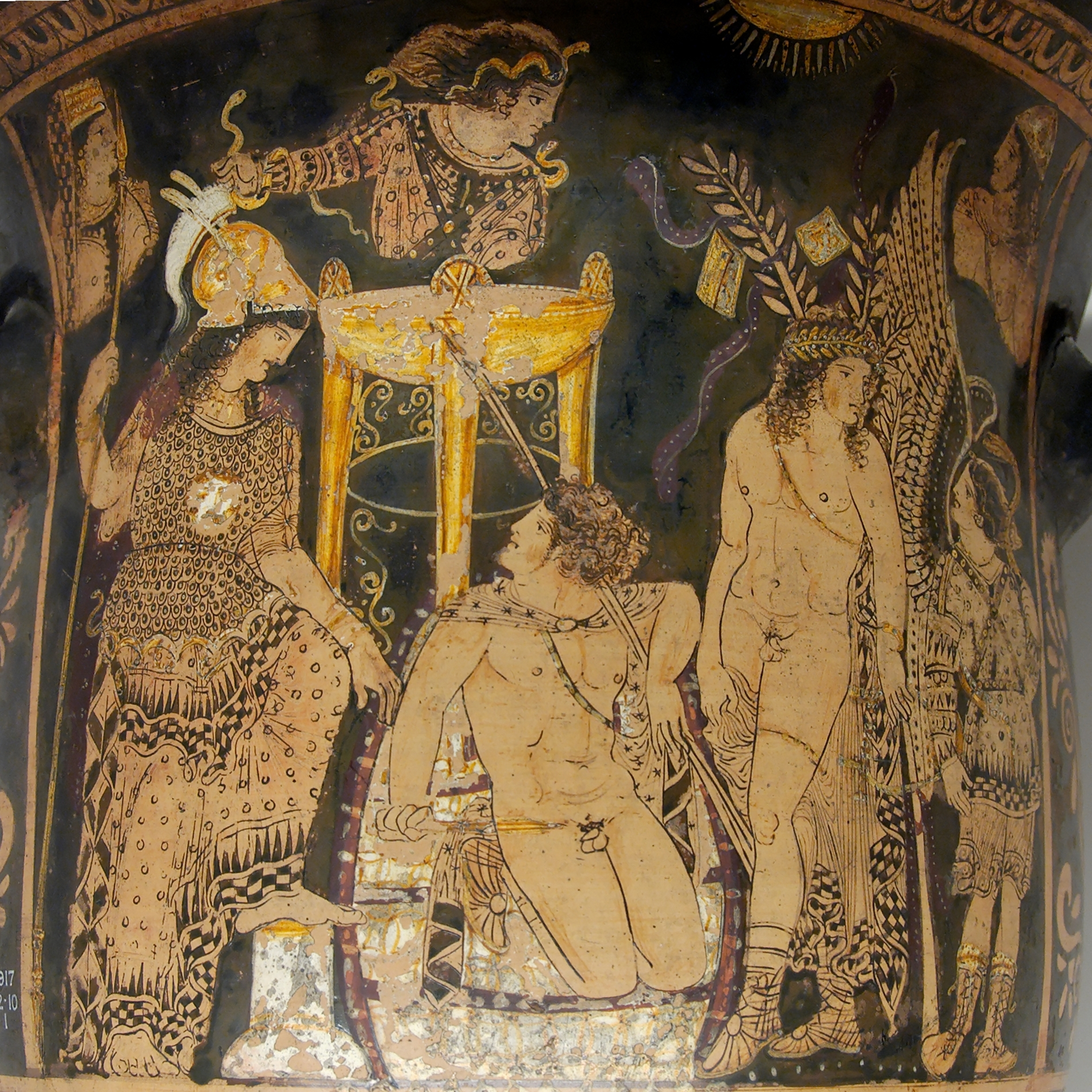
Crátera de campana de figuras rojas, Orestes en Delfos, c. 330 a. C.
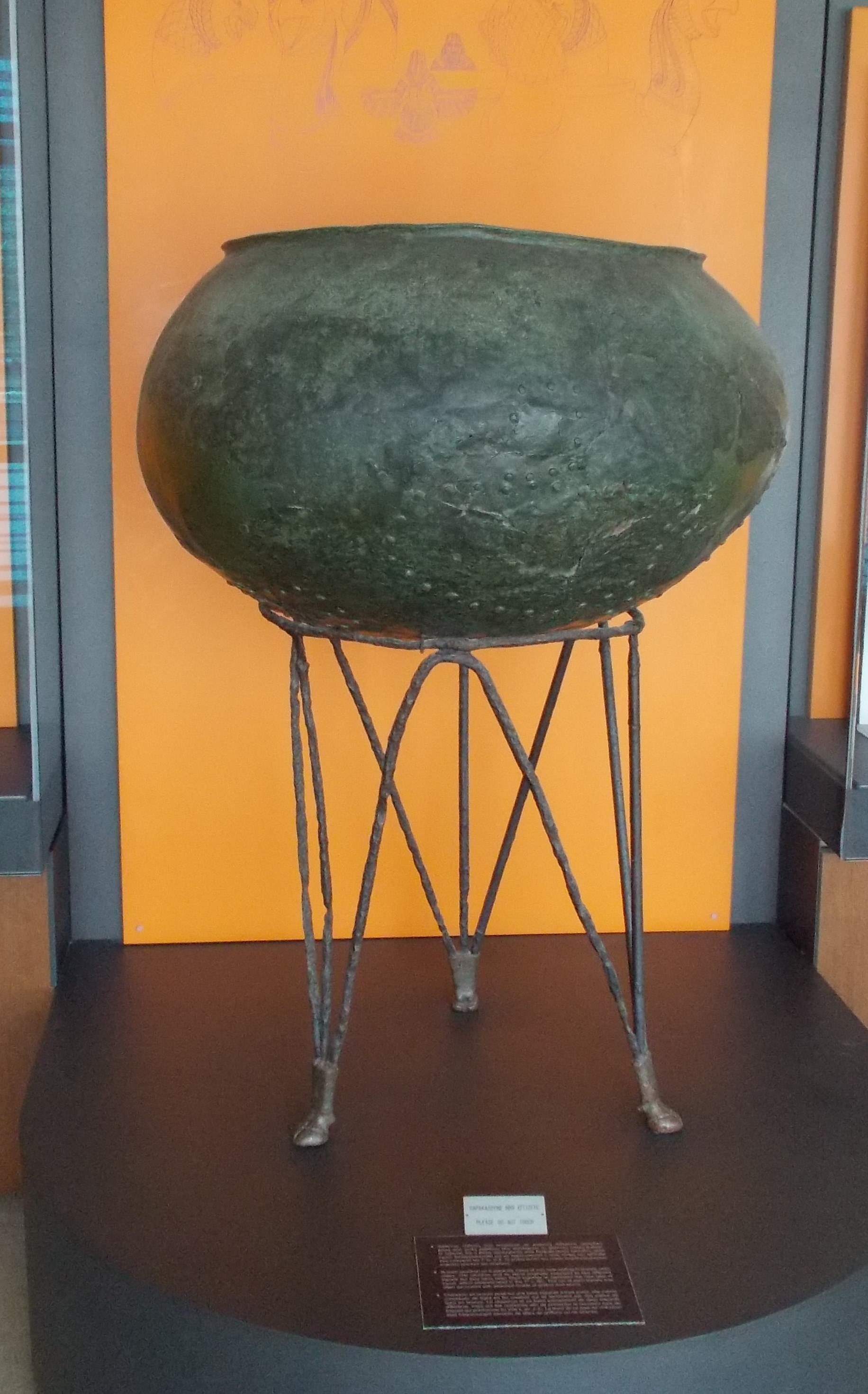
Trípode con caldero, Museo Arqueológico de Delfos.